# Dacnusites
Dacnusites – wymarły rodzaj błonkówek z rodziny męczelkowatych. Oba gatunki z tego rodzaju odkryto w eoceńskich osadach Formacji Bouldnor..

## Systematyka
Do rodzaju zaliczane są 2 gatunki:
- Dacnusites reductus Cockerell, 1921
- Dacnusites sepultus Cockerell, 1921